# 山下勇
山下 勇（やました いさむ、1911年2月15日 - 1994年5月6日）は、日本の経営者。三井造船（現・三井E&S）社長、東日本旅客鉄道（JR東日本）初代会長を務めた。

## 経歴
東京都出身。1937年に東京帝国大学工学部を卒業し、同年に三井物産に入社し、造船部に配属。三井造船に転じ、1955年7月に取締役に就任し、常務、専務を経て、1968年5月に副社長に就任し、1970年5月には社長に昇格。1979年6月に会長を経て、1985年6月に相談役に退く。
1980年から1986年までに経済団体連合会副会長を務め、JR東日本初代会長、最高顧問も務めた。
1994年5月6日、悪性リンパ腫のために東京都港区の病院で死去。83歳没。

## 逸話
国鉄分割民営化後の1988年（昭和63年）3月、キハ58系気動車改造のジョイフルトレイン『サロンエクスプレスアルカディア』が上越線で臨時列車として運転中、エンジン発火事故を起こした。死者は出なかったが、3両編成中の1両が全焼により廃車となった。これを受け、JR東日本はすぐさまDMH17系エンジン搭載車の新型エンジンへの置き換えに着手し、1992年（平成4年）までに完了した。
これは、戦前に船舶エンジンの開発に技術者として携わっていた山下が、事故の報告を受けてすぐさま事故原因の一つとおぼしいDMH17Hエンジンの設計図を取り寄せさせ、図面を見るなり「おい、このエンジンは戦前の設計だぞ」と驚愕したことによる。同様の火災事故の発生を危惧した山下ら首脳陣はすぐにエンジン更新の指示を発し、短期間でDMH17系エンジンの置き換えが完了した。
JR東日本が新幹線高速試験車両の新幹線952形・953形電車を製造するにあたり、部下の山之内秀一郎副社長から、新車両は従来の車両と比べて30％重量を軽くするとの報告を受けると、『そんなことではだめだ。重さを半分にしたまえ。30％の削減では従来の発想から抜け出ることはできない。車両を半分にすることによって発想の転換をはかることができるのだ』と叱咤した。すると本当に半分になったという。

## 栄誉
- 運輸大臣表彰(1962年7月)
- デンマーク王国・ゲンブログ勲章(1967年10月)
- 藍綬褒章(1971年11月)
- 勲一等瑞宝章(1983年4月)
- ノルウェー国・聖オーラフ勲章コークロス勲章(1983年10月)
- ドイツ連邦共和国・ユエンダークロス勲章(1986年6月)
- スウェーデン国・北極星勲章(1988年9月)